# Cordón
|  | No s'ha de confondre amb Cordon. |

Cordón és un barri del sud de Montevideo, Uruguai. Va ser fundat el 1750 per Bartolomé Mitre, seguint les ordres de la Corona Espanyola. Actualment, és un barri cèntric de la ciutat i és la seu de la Universitat de la República. Altres edificacions destacades són la seu del Banc Hipotecari de l'Uruguai (avui compartida amb la Direcció General Impositiva), l'Església del Cordón i l'Institut Alfredo Vásquez Acevedo. També és conegut per la Fèria de Tristán Narvaja i el Club Atlético Cordón, importants punts de reunió de la gent del barri. Al novembre de 2009, en la mansana antigament ocupada per una estació de tramvies, es va inaugurar el Parc Líber Seregni.

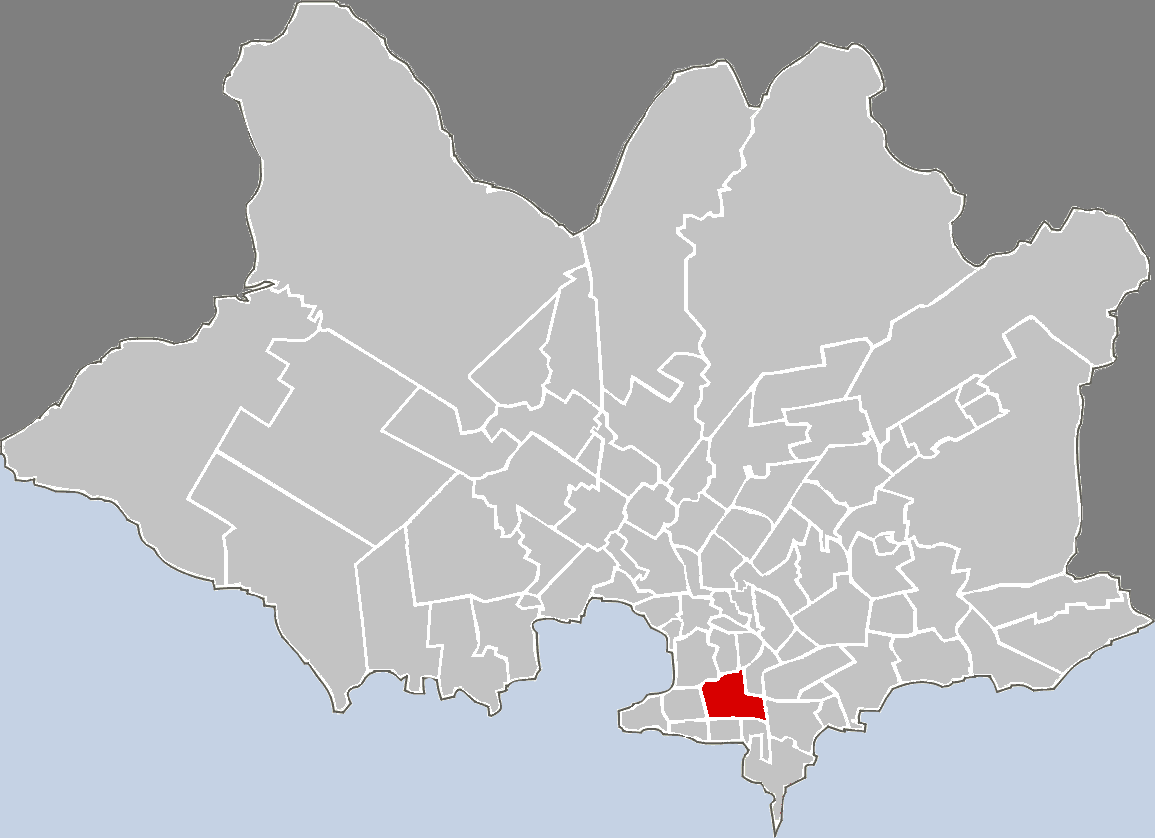
Localització de Cordón repecte la resta de barris de Montevideo